# Skalman.nu
Skalman.nu är en webbplats om historia driven av Marcus Wendel. Sajten startades 1994, och det diskussionsforum som idag är dess viktigaste komponent startades 1999. Forumet har hög trafik och över 7000 registrerade användare. Sajtens namn kommer från att Wendel hade smeknamnet ”Skalman” när han gjorde lumpen.
Sedan maj 2018 administreras skalman.nu av Markus Holst.
Sidan hade länge en rad olika avdelningar som beskrev delar av den internationella historien, från Sovjetunionen till Tredje riket. En tid var materialet bortplockat; efter att delvis ha varit tillgängligt på Wendels andra forum, axishistory.com, finns numer i princip hela materialet utlagt på forumet skalman.nu.
År 2005 var Marcus Wendel en av tre finalister som nominerats till Kunskapspriset i kategorin Övrig verksamhet/unik personlig insats för skapandet av Skalman.nu. I motiveringen stod bland annat "Det unika med Skalman.nu är inte upplägg eller ämnesområde i sig, utan den helt enastående kvalitetsnivån och den konsekvens med vilken man värnar kombinationen av relevans och öppenhet." Wendel vann inte utan priset i kategorin gick i stället till Magnus Bergmar.